# Eudonia homala
Eudonia homala là một loài bướm đêm trong họ Crambidae.